# Лауреаты Сталинской премии в области науки
Список лауреатов Сталинской премии в области науки

## Сталинские премии в области науки за 1940 год
Премии присуждены постановлением СНК СССР от 13 марта 1941 года в областях: физико-математических, технических, химических, биологических, сельскохозяйственных, медицинских и геолого-минералогических наук. Премии присуждались впервые, поэтому рассматривались работы не только 1940 года, но и предыдущих 5-6 лет.
Размер премии первой степени — 100 000 рублей, премии второй степени — 50 000 рублей.
Всего постановлением от 13 марта 1941 года присуждены 23 премии первой степени и 20 премий второй степени. Таким образом общая сумма выплат составила 3,3 млн рублей.
| 1. Физико-математические науки    | 1. Физико-математические науки | 1. Физико-математические науки     | 1. Физико-математические науки                            | 1. Физико-математические науки |
| --------------------------------- | ------------------------------ | ---------------------------------- | --------------------------------------------------------- | --- |
| Премии первой степени             | 1                              | Виноградов, Иван Матвеевич         | АН СССР                                                   | За научную работу «Новый метод в аналитической теории чисел», опубликованную в 1937 году. |
| Премии первой степени             | 2                              | Гельвих, Пётр Августович           | Артиллерийская академия имени Ф. Э. Дзержинского          | За научные работы: «О рассеивании, вероятности попадания и математическом ожидании числа попадания», опубликованную в 1934 году; «Теоретические основания выработки правил стрельбы», опубликованную в 1936 году; «Стрельба по быстродвижущимся целям», оконченную в 1940 году.           |
| Премии первой степени             | 3                              | Капица, Пётр Леонидович            | АН СССР                                                   | За научную работу «Турбодетандер для получения низких температур и его применение для ожижения воздуха», опубликованную в 1939 году. |
| Премии первой степени             | 4                              | Мусхелишвили, Николай Иванович     | АН СССР, ТГУ имени И. В. Сталина                          | За научную работу «Некоторые основные задачи математической теории упругости», опубликованную в 1935 году. |
| Премии второй степени             | 1                              | Алиханов, Абрам Исаакович          | АН СССР                                                   | За научные работы по исследованию радиоактивности, опубликованные в 1936, 1938 и 1940 годах. |
| Премии второй степени             | 1                              | Алиханьян, Артём Исаакович         | ФТИАН                                                     | За научные работы по исследованию радиоактивности, опубликованные в 1936, 1938 и 1940 годах. |
| Премии второй степени             | 2                              | Колмогоров, Андрей Николаевич      | АН СССР, МГУ имени М. В. Ломоносова                       | За научные работы по теории вероятностей: «Асимптотические законы теории вероятностей», опубликованную в 1936 году; «Об аналитических методах в теории вероятностей», опубликованную в 1938 году, «Предельные законы для сумм независимых случайных величин», опубликованную в 1938 году. |
| Премии второй степени             | 2                              | Хинчин, Александр Яковлевич        | АН СССР, МГУ имени М. В. Ломоносова                       | За научные работы по теории вероятностей: «Асимптотические законы теории вероятностей», опубликованную в 1936 году; «Об аналитических методах в теории вероятностей», опубликованную в 1938 году, «Предельные законы для сумм независимых случайных величин», опубликованную в 1938 году. |
| Премии второй степени             | 3                              | Понтрягин, Лев Семёнович           | АН СССР, МГУ имени М. В. Ломоносова                       | За научную работу «Непрерывные группы», опубликованную в 1938 году. |
| Премии второй степени             | 4                              | Соболев, Сергей Львович            | АН СССР, МГУ имени М. В. Ломоносова                       | За научные работы по математической теории упругости: «Некоторые вопросы теории распространения колебаний», опубликованную в 1937 году, «К теории нелинейных гиперболических уравнений с частными производными», опубликованную в 1939 году.                                              |
| 2. Технические науки              |                                |                                    |                                                           | |
| Премии первой степени             | 1                              | Власов, Василий Захарович          | Военно-инженерная академия имени В. В. Куйбышева          | За научную работу «Тонкостенные упругие стержни», опубликованную в 1940 году. |
| Премии первой степени             | 2                              | Крылов, Алексей Николаевич         | АН СССР                                                   | За научные работы: «Возмущения показаний компаса, происходящие от качки корабля от волнений», «Основания теории девиации компаса», «О теории гирокомпаса», опубликованные в 1938—1940 годах.                                                                                              |
| Премии первой степени             | 3                              | Шиманский, Юлиан Александрович     | АН СССР                                                   | За научную работу «Динамический расчет судовых конструкций», опубликованную в 1940 году. |
| Премии второй степени             | 1                              | Благонравов, Анатолий Аркадьевич   | Артиллерийская академия имени Ф. Э. Дзержинского          | За научную работу «Основания проектирования автоматического оружия», опубликованную в 1940 году. |
| Премии второй степени             | 2                              | Кирпичёв, Михаил Викторович        | АН СССР, МЭИ имени В. М. Молотова                         | За научную работу «Моделирование тепловых устройств», опубликованную в 1936 году. |
| Премии второй степени             | 2                              | Михеев, Михаил Александрович       | Энергетический институт АН СССР                           | За научную работу «Моделирование тепловых устройств», опубликованную в 1936 году. |
| Премии второй степени             | 3                              | Коваленков, Валентин Иванович      | Военная электротехническая академия имени С. М. Будённого | За научные работы: «Теория передач по линиям электросвязи», опубликованную в 1937—1938 годах; «Теория электромагнитных цепей», опубликованную в 1939 году; «Основы теории магнитных цепей и применение её к анализу релейных схем», опубликованную в 1940 году.                           |
| Премии второй степени             | 4                              | Карташев, Николай Иванович         | ТЭМИИТ                                                    | За научные работы по паровозостроению: «Курс паровозов», «Курс проектирования паровозов», опубликованные в 1935—1940 годах. |
| 3. Химические науки               |                                |                                    |                                                           | |
| Премии первой степени             | 1                              | Бах, Алексей Николаевич            | АН СССР                                                   | За выдающиеся научные работы в области биохимии, опубликованные в сборнике избранных трудов автора в 1937 году. |
| Премии первой степени             | 2                              | Семёнов Николай Николаевич         | АН СССР                                                   | За научные работы: «Теория цепных реакций», опубликованную в 1936 году; «Тепловая теория горения и взрывов», опубликованную в 1940 году. |
| Премии первой степени             | 3                              | Фрумкин, Александр Наумович        | АН СССР                                                   | За научные работы по исследованию электрохимических процессов: «О платиновом электроде», «Электродные потенциалы», «Электрохимические методы изучения поверхности катализаторов», «О максимумах кривых зависимости тока от напряжения», опубликованные в 1936—1940 годах.                 |
| Премии второй степени             | 1                              | Курнаков, Николай Семёнович        | АН СССР                                                   | За научные работы по физической химии, опубликованные в сборниках трудов автора в 1937—1939 годах, и за труд «Введение в физико-химический анализ», опубликованный в 1940 году. |
| Премии второй степени             | 2                              | Рогинский, Симон Залманович        | АН СССР                                                   | За научные работы по теории катализа: «Природа каталитической активности платины», «Теоретические основы гетерогенного катализа», «О кинетике топохимических реакций», «Кинетика превращения парцеллированных тел», опубликованные в 1936—1940 годах.                                     |
| 4. Биологические науки            |                                |                                    |                                                           | |
| Премии первой степени             | 1                              | Комаров, Владимир Леонтьевич       | АН СССР                                                   | За научную работу «Учение о виде у растений», опубликованную в 1940 году. |
| Премии первой степени             | 2                              | Орбели, Леон Абгарович             | АН СССР, ВМА имени С. М. Кирова                           | За научную работу «Лекции по физиологии нервной системы», опубликованную в 1938 году. |
| Премии второй степени             | 1                              | Авакян, Артавазд Аршакович         | ВАСХНИЛ                                                   | За научные работы по биологии растений: «Гибридизация путём прививки», «Биология развития растительных организмов», «Яровизация риса», «Вегетативная гибридизация картофеля», опубликованные в 1936—1940 годах.                                                                           |
| Премии второй степени             | 2                              | Бериташвили, Иван Соломонович      | АН СССР, ТГУ имени И. В. Сталина                          | За научную работу «Общая физиология мышечной и нервной системы», опубликованную в 1937 году. |
| Премии второй степени             | 3                              | Перфильев, Борис Васильевич        | ЛГУ                                                       | За научную работу «Новые принципы и методы капиллярной микроскопии», оконченную в 1940 году. |
| Премии второй степени             | 4                              | Родионов, Захар Семёнович          | МГУ имени М. В. Ломоносова                                | За работы по биологии, систематике амбарных клещей и за разработку методов борьбы с ними, опубликованные в 1936—1940 годах. |
| Премии второй степени             | 4                              | Захваткин, Алексей Алексеевич      | МГУ имени М. В. Ломоносова                                | За работы по биологии, систематике амбарных клещей и за разработку методов борьбы с ними, опубликованные в 1936—1940 годах. |
| 5. Сельскохозяйственные науки     |                                |                                    |                                                           | |
| Премии первой степени             | 1                              | Лысенко, Трофим Денисович          | ВАСХНИЛ                                                   | За общеизвестные работы по летним посадкам картофеля и посадкам картофеля свежеубранными клубнями. |
| Премии первой степени             | 2                              | Прянишников, Дмитрий Николаевич    | АН СССР, МСХА имени К. А. Тимирязева                      | За научную работу «Агрохимия», опубликованную в 1940 году. |
| Премии первой степени             | 3                              | Скрябин, Константин Иванович       | АН СССР                                                   | За научные работы по ветеринарной и медицинской гельминтологии: «Гельминтозы крупного рогатого скота и его молодняка», опубликованную в 1937 году; «Основы общей гельминтологии», опубликованную в 1940 году.                                                                             |
| Премии второй степени             | 1                              | Вышелесский, Сергей Николаевич     | АН БССР, Военно-ветеринарная академия                     | За научные работы по изучению заразных болезней животных и за разработку методов их лечения, опубликованные в 1935—1940 годах в трудах ВАСХНИЛ и в научном труде «Частная эпизоотология», опубликованном в 1940 году.                                                                     |
| Премии второй степени             | 2                              | Долгушин, Донат Александрович      | ВСГИ                                                      | За разработку методов получения высококачественной элиты зерновых культур и за выведение новых сортов пшеницы «1163» и «ОД-013». |
| Премии второй степени             | 3                              | Яковлев, Павел Никанорович         | ЦГЛ имени И. В. Мичурина                                  | За общеизвестные работы по отдаленной межродовой гибридизации и за выведение новых сортов плодо-ягодных растений. |
| 6. Медицинские науки              |                                |                                    |                                                           | |
| Премии первой степени             | 1                              | Богомолец, Александр Александрович | АН УССР                                                   | За научный труд «Руководство по патологической физиологии» в трех томах, разработанный под его руководством и опубликованный в 1935—1937 годах. |
| Премии первой степени             | 2                              | Бурденко, Николай Нилович          | АН СССР, 1-й МОЛМИ                                        | За общеизвестные научные работы по хирургии центральной и периферической нервной системы. |
| Премии первой степени             | 3                              | Лурье, Александр Юдинович          | 1-й КМИ                                                   | За общеизвестные научные работы по обезболиванию родов, введенные в практику родовспомогательных учреждений в 1937, 1938 и 1939 годах. |
| Премии первой степени             | 4                              | Е. Н. Павловский                   | АН СССР                                                   | За открытие в 1939 году возбудителей заразных заболеваний человека, известных под названием «Весенне-летний и осенний энцефалиты» и за разработку успешно применяемых методов их лечения, одобренных Наркомздравом СССР.                                                                  |
| Премии первой степени             | 4                              | А. А. Смородинцев                  | ВИЭМ                                                      | За открытие в 1939 году возбудителей заразных заболеваний человека, известных под названием «Весенне-летний и осенний энцефалиты» и за разработку успешно применяемых методов их лечения, одобренных Наркомздравом СССР.                                                                  |
| Премии первой степени             | 4                              | Е. Н. Левкович                     | ВИЭМ                                                      | За открытие в 1939 году возбудителей заразных заболеваний человека, известных под названием «Весенне-летний и осенний энцефалиты» и за разработку успешно применяемых методов их лечения, одобренных Наркомздравом СССР.                                                                  |
| Премии первой степени             | 4                              | П. А. Петрищева                    | ВИЭМ                                                      | За открытие в 1939 году возбудителей заразных заболеваний человека, известных под названием «Весенне-летний и осенний энцефалиты» и за разработку успешно применяемых методов их лечения, одобренных Наркомздравом СССР.                                                                  |
| Премии первой степени             | 4                              | М. П. Чумаков                      | ВИЭМ                                                      | За открытие в 1939 году возбудителей заразных заболеваний человека, известных под названием «Весенне-летний и осенний энцефалиты» и за разработку успешно применяемых методов их лечения, одобренных Наркомздравом СССР.                                                                  |
| Премии первой степени             | 4                              | В. Д. Соловьев                     | ВИЭМ                                                      | За открытие в 1939 году возбудителей заразных заболеваний человека, известных под названием «Весенне-летний и осенний энцефалиты» и за разработку успешно применяемых методов их лечения, одобренных Наркомздравом СССР.                                                                  |
| Премии первой степени             | 4                              | А. К. Шубладзе                     | ВИЭМ                                                      | За открытие в 1939 году возбудителей заразных заболеваний человека, известных под названием «Весенне-летний и осенний энцефалиты» и за разработку успешно применяемых методов их лечения, одобренных Наркомздравом СССР.                                                                  |
| Премии первой степени             | 5                              | Филатов, Владимир Петрович         | АН УССР, Институт экспериментальной офтальмологии         | За открытие и разработку в 1933—1939 годах метода пересадки роговой оболочки глаза и за работы по лечебной пересадке тканей. |
| Премии второй степени             | 1                              | Гурвич, Александр Гаврилович       | ВИЭМ                                                      | За научные работы: «Митогенетическое излучение», опубликованную в 1934 году; «Митогенетический анализ нервного возбуждения», опубликованную в 1935 году; «Митогенетический анализ биологии раковой клетки», опубликованную в 1937 году.                                                   |
| Премии второй степени             | 2                              | Браунштейн, Александр Евсеевич     | ВИЭМ                                                      | За научную работу «Образование и распад аминокислот путём интермолекулярного переноса аминогруппы», опубликованную в 1937—1940 годах. |
| Премии второй степени             | 2                              | Крицман, Мария Григорьевна         | ВИЭМ                                                      | За научную работу «Образование и распад аминокислот путём интермолекулярного переноса аминогруппы», опубликованную в 1937—1940 годах. |
| Премии второй степени             | 3                              | Лаврентьев, Борис Иннокентьевич    | АН СССР, ВИЭМ                                             | За научную работу «Морфология автономной нервной системы», опубликованную в 1939 году. |
| 7. Геолого-минералогические науки |                                |                                    |                                                           | |
| Премии первой степени             | 1                              | Обручев, Владимир Афанасьевич      | АН СССР                                                   | За научную работу «Геология Сибири», в трех томах, опубликованную в 1935—1938 годах. |
| Премии первой степени             | 2                              | Пустовалов, Леонид Васильевич      | МНИ                                                       | За научную работу «Петрография осадочных пород», опубликованную в 1940 году. |
| Премии первой степени             | 3                              | Сенюков, Василий Михайлович        |                                                           | За научную работу «Река Толба и нефтеносность северного склона Алданского массива», опубликованную в 1938 году. |

## Сталинские премии в области науки за 1941 год
Премии присуждены постановлением СНК СССР от 10 апреля 1942 года в областях: физико-математических, технических, химических, геолого-географических, биологических, сельскохозяйственных, медицинских, экономических, военных, историко-филологических и философских наук.
Постановлением СНК СССР от 11 января 1942 года было установлено, что по каждой отрасли науки присуждается по две первые и две вторые премии, перечень отраслей при этом был частично пересмотрен и расширен по сравнению с прошлым годом, но при утверждении списка премий указанные пареметры были соблюдены не везде. Также было постановлено при обсуждении премий давать преимущество работам и изобретениям, связанным с делом обороны страны.
Размер премии первой степени — 200 000 рублей, премии второй степени — 100 000 рублей.
Всего постановлением от 10 апреля 1942 года присуждены 15 премий первой степени и 18 премий второй степени. Таким образом общая сумма выплат составила 4,8 млн рублей.
| 1. Физико-математические науки    | 1. Физико-математические науки | 1. Физико-математические науки   | 1. Физико-математические науки               | 1. Физико-математические науки |
| --------------------------------- | ------------------------------ | -------------------------------- | -------------------------------------------- | --- |
| Премии первой степени             | 1                              | Бернштейн, Сергей Натанович      | АН СССР                                      | За научные работы в области математики: «О суммах зависимых величин, имеющих взаимно почти нулевую регрессию», «О приближения непрерывной функции линейным дифференциальным оператором от многочлена» и «О доверительных вероятностях Фишера», опубликованные в 1941 году.                                         |
| Премии первой степени             | 2                              | Иоффе, Абрам Фёдорович           | АН СССР, ЛФТИАН                              | За исследования в области полупроводников, итоги которых опубликованы в работе «Полупроводники в физике и технике» в конце 1940 года. |
| Премии первой степени             | 3                              | Мандельштам, Леонид Исаакович    | АН СССР                                      | За научные работы в области теории колебаний и распространения радиоволн: «Интерференционные методы исследования распространения радиоволн и их применение», опубликованную в 1941 году, и «Об одном варианте интерференционного метода исследования распространения радиоволн», опубликованную в конце 1940 года. |
| Премии первой степени             | 3                              | Папалекси, Николай Дмитриевич    | АН СССР                                      | За научные работы в области теории колебаний и распространения радиоволн: «Интерференционные методы исследования распространения радиоволн и их применение», опубликованную в 1941 году, и «Об одном варианте интерференционного метода исследования распространения радиоволн», опубликованную в конце 1940 года. |
| Премии второй степени             | 1                              | Александров, Александр Данилович | ЛГУ                                          | За научные работы: «Существование выпуклого многогранника и выпуклой поверхности с заданной метрикой» (Доклады АН СССР. 1941. Т. 30. № 2. С. 103—106) и «Внутренняя геометрия произвольной выпуклой поверхности» (Доклады АН СССР. 1941. Т. 32. № 7. С. 467—470).                                                  |
| Премии второй степени             | 2                              | Кузнецов Владимир Дмитриевич     | ТГУ имени В. В. Куйбышева                    | За научный труд «Физика твердого тела», опубликованный в 1941 году. |
| Премии второй степени             | 2                              | Большанина, Мария Александровна  | ТГУ имени В. В. Куйбышева                    | За научный труд «Физика твердого тела», опубликованный в 1941 году. |
| 2. Технические науки              |                                |                                  |                                              | |
| Премии первой степени             | 1                              | Галёркин, Борис Григорьевич      | АН СССР, ВИТУ ВМФ                            | За общеизвестные исследования по теории упругого равновесия цилиндрических оболочек, завершающиеся работой «Напряжения и перемещения в круговом цилиндрическом трубопроводе», опубликованной в 1941 году. |
| Премии первой степени             | 2                              | Христианович, Сергей Алексеевич  | АН СССР, ЦАГИ имени Н. Е. Жуковского         | За научные работы: «Обтекание тела газом при больших дозвуковых скоростях», «Влияние сжимаемости на характеристики профиля крыла», «О сверхзвуковых течениях газа», опубликованные в конце 1940 года и в 1941 году.                                                                                                |
| Премия второй степени             | 1                              | Келдыш, Мстислав Всеволодович    | ЦАГИ имени Н. Е. Жуковского                  | За научные работы по предупреждению разрушений самолетов; «Расчет самолета на флаттер», опубликованную в конце 1940 года; «Колебания крыла с упруго прикрепленным мотором» и «Изгибно-элеронный флаттер», опубликованные в 1941 году.                                                                              |
| Премия второй степени             | 1                              | Гроссман, Евгений Павлович       | ЦАГИ имени Н. Е. Жуковского                  | За научные работы по предупреждению разрушений самолетов; «Расчет самолета на флаттер», опубликованную в конце 1940 года; «Колебания крыла с упруго прикрепленным мотором» и «Изгибно-элеронный флаттер», опубликованные в 1941 году.                                                                              |
| 3. Химические науки               |                                |                                  |                                              | |
| Премия первой степени             | 1                              | Зелинский, Николай Дмитриевич    | АН СССР                                      | За выдающиеся научные работы по органической химии, опубликованные в сборнике избранных трудов автора в 1941 году. |
| Премии второй степени             | 1                              | Гребенщиков, Илья Васильевич     | АН СССР, ГОИ                                 | За научные работы в области оптики, имеющие большое оборонное значение. |
| Премии второй степени             | 2                              | Ребиндер, Пётр Александрович     | АН СССР                                      | За научные работы: «Значение физико-химических процессов при механическом разрушении и обработке твердых тел в технике», опубликованную в конце 1940 года, и «Облегчение деформаций металлических монокристаллов вод влиянием адсорбции поверхностно-активных веществ», опубликованный в 1941 году.                |
| 4. Геолого-географические науки   |                                |                                  |                                              | |
| Премии первой степени             | 1                              | Ферсман, Александр Евгеньевич    | АН СССР ИГНАН                                | За научный труд «Полезные ископаемые Кольского полуострова», опубликованный в 1941 году. |
| Премии первой степени             | 2                              | Якубов, Ахад Алекперович         | Азербайджанский филиал АН СССР               | За научный труд «Грязевые вулканы западной части Апшеронского полуострова и их связь с нефтеносностью», опубликованный в 1941 году. |
| Премии второй степени             | 1                              | Сатпаев, Каныш Имантаевич        | Казахский филиал АН СССР                     | За научный труд «Рудные месторождения Джезказганского района Казахской ССР». |
| Премии второй степени             | 2                              | Шулейкин, Василий Владимирович   | Черноморская гидрофизическая станция АН СССР | За научный труд «Физика моря», опубликованный в 1941 году. |
| 5. Биологические науки            |                                |                                  |                                              | |
| Премия первой степени             | 1                              | Парнас, Яков Оскарович           | Институт биохимии АН УССР                    | За исследования по обмену веществ в мышцах, итоги которых опубликованы в конце 1940 года в работе «Гликогенолиз». |
| Премии второй степени             | 1                              | Заварзин, Алексей Алексеевич     | ВИЭМ                                         | За научную работу «Эволюционная гистология нервной системы», опубликованную в 1941 году. |
| Премии второй степени             | 2                              | Огнёв, Сергей Иванович           | МГУ имени М. В. Ломоносова                   | За научный труд «Звери СССР и прилежащих стран», оконченный в 1941 году. |
| 6. Экономические науки            |                                |                                  |                                              | |
| Премия первой степени             | 1                              | В. Л. Комаров                    | АН СССР                                      | За работу «О развитии народного хозяйства Урала в условиях войны». |
| Премия первой степени             | 1                              | И. П. Бардин                     | АН СССР                                      | За работу «О развитии народного хозяйства Урала в условиях войны». |
| Премия первой степени             | 1                              | Э. В. Брицке                     | АН СССР                                      | За работу «О развитии народного хозяйства Урала в условиях войны». |
| Премия первой степени             | 1                              | В. Н. Образцов                   | АН СССР                                      | За работу «О развитии народного хозяйства Урала в условиях войны». |
| Премия первой степени             | 1                              | С. Г. Струмилин                  | АН СССР                                      | За работу «О развитии народного хозяйства Урала в условиях войны». |
| Премия первой степени             | 1                              | Л. Д. Шевяков                    | АН СССР                                      | За работу «О развитии народного хозяйства Урала в условиях войны». |
| Премия первой степени             | 1                              | В. И. Вейц                       |                                              | За работу «О развитии народного хозяйства Урала в условиях войны». |
| Премия первой степени             | 1                              | Н. Н. Колосовский                |                                              | За работу «О развитии народного хозяйства Урала в условиях войны». |
| Премия первой степени             | 1                              | В. Н. Козлов                     |                                              | За работу «О развитии народного хозяйства Урала в условиях войны». |
| Премия первой степени             | 1                              | Б. Г. Кузнецов                   |                                              | За работу «О развитии народного хозяйства Урала в условиях войны». |
| Премия первой степени             | 1                              | Р. Л. Певзнер                    |                                              | За работу «О развитии народного хозяйства Урала в условиях войны». |
| Премия первой степени             | 1                              | А. Е. Пробст                     |                                              | За работу «О развитии народного хозяйства Урала в условиях войны». |
| Премия первой степени             | 1                              | Д. М. Чижиков                    |                                              | За работу «О развитии народного хозяйства Урала в условиях войны». |
| Премия первой степени             | 1                              | В. М. Гальперин                  |                                              | За работу «О развитии народного хозяйства Урала в условиях войны». |
| Премия первой степени             | 1                              | М. К. Расцветаев                 |                                              | За работу «О развитии народного хозяйства Урала в условиях войны». |
| Премия первой степени             | 1                              | В. В. Рикман                     |                                              | За работу «О развитии народного хозяйства Урала в условиях войны». |
| Премия первой степени             | 1                              | Б. А. Гуревич                    |                                              | За работу «О развитии народного хозяйства Урала в условиях войны». |
| Премия первой степени             | 1                              | И. А. Дорошев                    |                                              | За работу «О развитии народного хозяйства Урала в условиях войны». |
| Премия первой степени             | 1                              | М. А. Стекольников               |                                              | За работу «О развитии народного хозяйства Урала в условиях войны». |
| 7. Сельскохозяйственные науки     |                                |                                  |                                              | |
| Премия первой степени             | 1                              | Эйхфельд, Иоган Гансович         | ВАСХНИЛ, ВИР                                 | За общеизвестные работы по теории и практике земледелия на Крайнем Севере СССР. |
| Премии второй степени             | 1                              | Дьяков, Михаил Иудович           | Пушкинская зоотехническая лаборатория        | За общеизвестные научные работы в области кормления сельскохозяйственных животных и разработку основ комбикормовой промышленности. |
| Премии второй степени             | 2                              | Прасолов, Леонид Иванович        | АН СССР, ПИАН имени В. В. Докучаева          | За составление почвенных карт Европейской части СССР и за разработку метода подсчета земельных фондов. |
| 8. Медицинские науки              |                                |                                  |                                              | |
| Премии первой степени             | 1                              | Абрикосов Алексей Иванович       | АН СССР                                      | За научный труд «Частная патологическая анатомия. Ч. II: Сердце и сосуды», опубликованный в конце 1940 года. |
| Премии первой степени             | 1                              | Аничков, Николай Николаевич      | АН СССР                                      | За научный труд «Частная патологическая анатомия. Ч. II: Сердце и сосуды», опубликованный в конце 1940 года. |
| Премии первой степени             | 2                              | Спасокукоцкий, Сергей Иванович   | 2-й ММИ имени И. В. Сталина                  | За общеизвестные работы по хирургии и за работу «Актиномикоз легких», опубликованную в конце 1940 года. |
| Премии второй степени             | 1                              | Петров Николай Николаевич        | АН СССР                                      | За научные работы по онкологии и хирургии язвенной болезни желудка и двенадцатиперстной кишки, опубликованные в 1941 году в книге «Краткий очерк сравнительной патологии опухолей у животных и человека» и в сборнике «Язвенная болезнь желудка и двенадцатиперстной кишки и её хирургическое лечение».            |
| Премии второй степени             | 2                              | Юдин, Сергей Сергеевич           | НИИСП имени Н. В. Склифосовского             | За научные работы по военно-полевой хирургии и по искусственному пищеводу: «Заметки по военно-полевой хирургии», «О лечении военных ран препаратами сульфамидов» и «Некоторые впечатления и размышления о 80-ти случаях операций искусственного пищевода», опубликованные в 1941 году.                             |
| 9. Военные науки                  |                                |                                  |                                              | |
| Премия первой степени             | 1                              | Граве, Иван Платонович           | АА имени Ф. Э. Дзержинского                  | За научную работу «Баллистика полузамкнутого пространства», опубликованную в 1940 году. |
| Премии второй степени             | 1                              | Барсуков, Евгений Захарович      |                                              | За военно-исторический труд «Русская артиллерия в мировую войну», т. I и II, опубликованный в 1938—1940 годах. |
| Премии второй степени             | 2                              | Дубинин, Михаил Михайлович       | ВАХЗ имени К. Е. Ворошилова                  | За научные работы в области химзащиты. |
| 10. Историко-филологические науки |                                |                                  |                                              | |
| Премия первой степени             | 1                              | В. П. Потемкин                   |                                              | За книгу «История дипломатии», т. I, опубликованную в 1941 году. |
| Премия первой степени             | 1                              | С. В. Бахрушин                   |                                              | За книгу «История дипломатии», т. I, опубликованную в 1941 году. |
| Премия первой степени             | 1                              | А. В. Ефимов                     |                                              | За книгу «История дипломатии», т. I, опубликованную в 1941 году. |
| Премия первой степени             | 1                              | Е. А. Косминский                 |                                              | За книгу «История дипломатии», т. I, опубликованную в 1941 году. |
| Премия первой степени             | 1                              | А. Л. Нарочницкий                |                                              | За книгу «История дипломатии», т. I, опубликованную в 1941 году. |
| Премия первой степени             | 1                              | В. С. Сергеев                    |                                              | За книгу «История дипломатии», т. I, опубликованную в 1941 году. |
| Премия первой степени             | 1                              | С. Д. Сказкин                    |                                              | За книгу «История дипломатии», т. I, опубликованную в 1941 году. |
| Премия первой степени             | 1                              | Е. В. Тарле                      |                                              | За книгу «История дипломатии», т. I, опубликованную в 1941 году. |
| Премия первой степени             | 1                              | В. М. Хвостов                    |                                              | За книгу «История дипломатии», т. I, опубликованную в 1941 году. |
| Премии второй степени             | 1                              | Данилевский, Виктор Васильевич   | ГАИМК                                        | За книги «История гидросиловых установок в России до XIX века» и «И. И. Ползунов. Труды и жизнь», опубликованные в 1940 и 1941 годах. |
| Премии второй степени             | 2                              | Куфтин, Борис Алексеевич         | Государственный музей ГрузССР                | За научный труд «Археологические раскопки в Триалети. Опыт периодизации памятников», опубликованный в 1941 году. |
| 11. Философские науки             |                                |                                  |                                              | |
| Премия второй степени             | 1                              | Рубинштейн, Сергей Леонидович    | ЛГПИ имени А. И. Герцена                     | За книгу «Основы общей психологии», опубликованную в конце 1940 года. |

## Сталинские премии в области науки за 1942 год
Премии присуждены постановлением СНК СССР № 342 от 22 марта 1943 года в областях: физико-математических, технических, химических, геолого-географических, биологических, сельскохозяйственных, медицинских, военных, историко-филологических и философских наук, а также премии «за многолетние выдающиеся работы в области науки и техники».
Постановлением СНК СССР от 18 ноября 1942 года было установлено, что по каждой отрасли науки присуждается по две первые и две вторые премии, но при утверждении списка премий указанные параметры были соблюдены не везде. В отличие от предыдущих лет отдельным списком присуждались премии за многолетнюю выдающуюся научную деятельность без указания конкретных достижений, послуживших основанием для присуждения.
Размер премии первой степени — 200 000 рублей, премии второй степени — 100 000 рублей.
Всего постановлением от 22 марта 1943 года присуждены 28 премий первой степени (из них «за многолетние заслуги» — 12) и 55 премий второй степени (из них «за многолетние заслуги» — 35). Таким образом общая сумма выплат составила 11,1 млн рублей.
| 1. Физико-математические науки                                 | 1. Физико-математические науки | 1. Физико-математические науки      | 1. Физико-математические науки                                             | 1. Физико-математические науки |
| -------------------------------------------------------------- | ------------------------------ | ----------------------------------- | -------------------------------------------------------------------------- | --- |
| Премии первой степени                                          | 1                              | Александров, Павел Сергеевич        | АН СССР, МГУ имени М. В. Ломоносова                                        | За научные работы в области математики: «Общая комбинаторная топология» и «О гомологических свойствах расположения комплексов и замкнутых множеств», опубликованные в 1941 и 1942 годах. |
| Премии первой степени                                          | 2                              | Капица, Петр Леонидович             | АН СССР, ИФПАН                                                             | За открытие и исследования явления сверхтекучести жидкого гелия, результаты которых опубликованы в конце 1941 года. в работах: «Перенос тепла и сверхтекучесть гелия II» и «Исследование механизма теплопроводности в гелии II». |
| Премии второй степени                                          | 1                              | Вавилов, Сергей Иванович            | АН СССР ФИАН имени П. Н. Лебедева                                          | За научные работы по физической оптике: «Теория концентрационного тушения флюоресценции растворов», «Теория концентрационной деполяризации флюоресценции в растворах» и «Визуальные измерения квантовых флюктуации», опубликованные в 1942 году. |
| Премии второй степени                                          | 2                              | Орлов Сергей Владимирович           | МГУ имени М. В. Ломоносова                                                 | За работы в области астрономии: «Кометы», «Происхождение комет», опубликованные в: 1941 году, и «Голова кометы и новая классификация кометных форм», законченную в 1942 году. |
| 2. Технические науки                                           |                                |                                     |                                                                            | |
| Премии первой степени                                          | 1                              | Лейбензон, Леонид Самуилович        | АН СССР, Институт теоретической геофизики АН СССР, МНИ имени И. М. Губкина | За исследования в области теории упругости и нефтепромысловой механики «Курс теории упругости» и «Движение газированной нефти в пористой среде», опубликованные 1942 году. |
| Премии первой степени                                          | 2                              | Павлов, Михаил Александрович        | АН СССР                                                                    | За широко известные научные работы в области металлургии чугуна. |
| Премии второй степени                                          | 1                              | Соколовский, Вадим Васильевич       | ИПМАН                                                                      | За научный труд: «Статика сыпучей среды», опубликованный в 1942 году. |
| Премии второй степени                                          | 2                              | Терских, Виктор Петрович            | ЦНИИ № 45 НКСП                                                             | За научный труд: «Крутильные колебания силовых установок», книга I, опубликованная в 1940 году, и книга II, законченная в 1942 году. |
| Премии второй степени                                          | 3                              | Шишкин, Сергей Николаевич           | ЦАГИ имени Н. Е. Жуковского                                                | За научный труд: «Руководство для конструкторов», опубликованный в 1940, 1941 и 1942 годах. |
| Премии второй степени                                          | 3                              | Макаревский, Александр Иванович     | ЦАГИ имени Н. Е. Жуковского                                                | За научный труд: «Руководство для конструкторов», опубликованный в 1940, 1941 и 1942 годах. |
| Премии второй степени                                          | 3                              | Матвеев, Всеволод Николаевич        | ЦАГИ имени Н. Е. Жуковского                                                | За научный труд: «Руководство для конструкторов», опубликованный в 1940, 1941 и 1942 годах. |
| Премии второй степени                                          | 3                              | Халезов, Дмитрий Васильевич         | ЦАГИ имени Н. Е. Жуковского                                                | За научный труд: «Руководство для конструкторов», опубликованный в 1940, 1941 и 1942 годах. |
| Премии второй степени                                          | 3                              | Поликовский, Владимир Исаакович     | ЦИАМ имени П. И. Баранова                                                  | За научный труд: «Руководство для конструкторов», опубликованный в 1940, 1941 и 1942 годах. |
| Премии второй степени                                          | 3                              | Чесалов, Александр Васильевич       | ЛИИ                                                                        | За научный труд: «Руководство для конструкторов», опубликованный в 1940, 1941 и 1942 годах. |
| Премии второй степени                                          | 3                              | Юрьев, Борис Николаевич             |                                                                            | За научный труд: «Руководство для конструкторов», опубликованный в 1940, 1941 и 1942 годах. |
| 3. Химические науки                                            |                                |                                     |                                                                            | |
| Премия первой степени                                          | 1                              | Несмеянов, Александр Николаевич     | АН СССР, ИОХАН                                                             | За исследования в области металлоорганических соединений, результаты которых опубликованы в 1941 и 1942 годах в серии статей: «О взаимодействии диазоуксусного эфира с хлорным оловом и хлорным железом», «Из области ртутно-органических соединений», «О реакции нитрозо-соединений с окисью азота» и в монографии «Синтетические методы в области металлоорганических соединений ртути», законченной в 1942 году. |
| Премии второй степени                                          | 1                              | Зельдович, Яков Борисович           | Институт химической физики АН СССР                                         | За работы по теории горения и детонации. |
| Премии второй степени                                          | 2                              | Кричевский, Исаак Рувимович         | Государственный научно-исследовательский институт азота                    | За научные работы: «Гетерогенные равновесия в системе аммиак-азот при высоких давлениях», опубликованную в 1941 году, и «Ограниченная взаимная растворимость газов при высоких давлениях», законченную в 1942 году. |
| Премии второй степени                                          | 2                              | Большаков, Пётр Елисеевич           | Государственный научно-исследовательский институт азота                    | За научные работы: «Гетерогенные равновесия в системе аммиак-азот при высоких давлениях», опубликованную в 1941 году, и «Ограниченная взаимная растворимость газов при высоких давлениях», законченную в 1942 году. |
| Премии второй степени                                          | 2                              | Циклис, Даниил Семёнович            | Государственный научно-исследовательский институт азота                    | За научные работы: «Гетерогенные равновесия в системе аммиак-азот при высоких давлениях», опубликованную в 1941 году, и «Ограниченная взаимная растворимость газов при высоких давлениях», законченную в 1942 году. |
| Премии второй степени                                          | 3                              | Сыркин, Яков Кивович                | НИФХИ имени Л. Я. Карпова                                                  | За работы: «Строение бороводородов», «Строение молекулы нафталина», «Диэлектрические константы полярны жидкостей и дипольные моменты», опубликованные в 1941 и 1942 годах и «Химическая связь и строение молекул», законченную в 1942 году. |
| 4. Геолого-географические науки                                |                                |                                     |                                                                            | |
| Премии первой степени                                          | 1                              | Красовский, Феодосий Николаевич     | АН СССР, МИИГАиК                                                           | За научный труд: «Руководство по высшей геодезии», опубликованный в 1942 году. |
| Премии первой степени                                          | 2                              | Степанов, Павел Иванович            | АН СССР                                                                    | За геологические исследования. Донбасса, обобщенные в труде «Геология СССР» Т. VII: Донецкий бассейн. |
| Премии второй степени                                          | 1                              | Богданович, Дмитрий Михайлович      | Узбекское геологическое управление                                         | За открытие и разведку Ангренского буроугольного месторождения. |
| Премии второй степени                                          | 1                              | Чикрызов, Григорий Степанович       | Узбекское геологическое управление                                         | За открытие и разведку Ангренского буроугольного месторождения. |
| Премии второй степени                                          | 2                              | Радугин, Константин Владимирович    | ТИИ имени С. М. Кирова, Западно-Сибирское геологическое управление         | За открытие и изучение Усинского месторождения марганцевых руд. |
| 5. Биологические науки                                         |                                |                                     |                                                                            | |
| Премии первой степени                                          | 1                              | Жуковский, Пётр Михайлович          | ВАСХНИЛ                                                                    | За научный труд «Ботаника», опубликованный в 1941 году, и за открытие новых видов пшеницы и ржи и получение из них высокоценных в хозяйственном отношении гибридов. |
| Премии первой степени                                          | 2                              | Энгельгардт, Владимир Александрович | ИБХАН                                                                      | За исследования в области деятельности мышц, результаты которых опубликованы в 1942 году в работе: «Ферментативные свойства миозина и механо-химия мышц». |
| Премии первой степени                                          | 2                              | Любимова, Милица Николаевна         | ИБХАН                                                                      | За исследования в области деятельности мышц, результаты которых опубликованы в 1942 году в работе: «Ферментативные свойства миозина и механо-химия мышц». |
| Премии второй степени                                          | 1                              | Насонов, Дмитрий Николаевич         | ВИЭМ имени А. М. Горького                                                  | За научную работу: «Реакция живого вещества на внешние воздействия», опубликованную в 1941 году. |
| Премии второй степени                                          | 1                              | Александров, Владимир Яковлевич     | ВИЭМ имени А. М. Горького                                                  | За научную работу: «Реакция живого вещества на внешние воздействия», опубликованную в 1941 году. |
| Премии второй степени                                          | 2                              | Цицин, Николай Васильевич           | АН СССР                                                                    | За выведение методом отдаленной гибридизации ряда ценных, высокоурожайных однолетних яровых и озимых пшенично-пырейных гибридов. |
| 6. Сельскохозяйственные науки                                  |                                |                                     |                                                                            | |
| Премия первой степени                                          | 1                              | Т. Д. Лысенко                       | АН СССР                                                                    | За научную разработку и внедрение в сельское хозяйство способа посадки картофеля верхушками продовольственных клубней. |
| Премия первой степени                                          | 1                              | В. П. Мосолов                       | ВАСХНИЛ                                                                    | За научную разработку и внедрение в сельское хозяйство способа посадки картофеля верхушками продовольственных клубней. |
| Премия первой степени                                          | 1                              | И. Д. Колесник                      | ВАСХНИЛ                                                                    | За научную разработку и внедрение в сельское хозяйство способа посадки картофеля верхушками продовольственных клубней. |
| Премия первой степени                                          | 1                              | А. К. Зубарев                       | ВАСХНИЛ                                                                    | За научную разработку и внедрение в сельское хозяйство способа посадки картофеля верхушками продовольственных клубней. |
| Премия первой степени                                          | 1                              | Ф. С. Солодовников                  | Казахский филиал ВАСХНИЛ                                                   | За научную разработку и внедрение в сельское хозяйство способа посадки картофеля верхушками продовольственных клубней. |
| Премия первой степени                                          | 1                              | А. Ф. Голиков                       | МСХА имени К. А. Тимирязева                                                | За научную разработку и внедрение в сельское хозяйство способа посадки картофеля верхушками продовольственных клубней. |
| Премия первой степени                                          | 1                              | В. В. Арнаутов                      | НИИ картофельного хозяйства                                                | За научную разработку и внедрение в сельское хозяйство способа посадки картофеля верхушками продовольственных клубней. |
| Премия первой степени                                          | 1                              | И. Е. Глущенко                      | Институт генетики АН СССР                                                  | За научную разработку и внедрение в сельское хозяйство способа посадки картофеля верхушками продовольственных клубней. |
| Премия второй степени                                          | 1                              | Автономов, Анатолий Иванович        | ВНИИ хлопководства                                                         | За выведение высокоурожайных и скороспелых сортов египетского хлопчатника. |
| 7. Медицинские науки                                           |                                |                                     |                                                                            | |
| Премия первой степени                                          | 1                              | Шевкуненко, Виктор Николаевич       | ВМА имени С. М. Кирова                                                     | За научный труд «Атлас нервной и венозной систем», законченный в 1942 году. |
| Премия первой степени                                          | 1                              | Максименков, Алексей Николаевич     | ВМА имени С. М. Кирова                                                     | За научный труд «Атлас нервной и венозной систем», законченный в 1942 году. |
| Премия первой степени                                          | 1                              | Вишневский, Андрей Степанович       | ВМА имени С. М. Кирова                                                     | За научный труд «Атлас нервной и венозной систем», законченный в 1942 году. |
| Премии второй степени                                          | 1                              | Савиных, Андрей Григорьевич         | ТГМИ имени В. М. Молотова                                                  | За работы по хирургическому лечению органов средостения, завершенные научным трудом «Чрезбрюшинная медиастинотомия и её практическое значение», законченным в 1942 году. |
| Премии второй степени                                          | 2                              | Сперанский, Алексей Дмитриевич      | АН СССР                                                                    | За разработку теории о роли нервной системы в болезненных процессах. |
| Премии второй степени                                          | 3                              | Штерн, Лина Соломоновна             | АН СССР, Институт физиологии АН СССР                                       | За работы о ГЭБ. |
| 8. Военные науки                                               |                                |                                     |                                                                            | |
| Премии первой степени                                          | 1                              | Гончаров, Леонид Георгиевич         | ВМА имени К. Е. Ворошилова                                                 | За научный труд: «Боевое использование корабельной артиллерии», законченный в 1942 году. |
| Премии первой степени                                          | 2                              | Дроздов, Николай Фёдорович          | АА имени Ф. Э. Дзержинского                                                | За разработку методов проектирования артиллерийского оружия и за исследования в области внутренней баллистики, завершающиеся научным трудом: «Решение задач внутренней баллистики для бездымного пороха трубчатой формы», опубликованным в конце 1941 года. |
| 9. Историко-филологические науки                               |                                |                                     |                                                                            | |
| Премии первой степени                                          | 1                              | И. И. Минц                          | АН СССР                                                                    | За научный труд «История гражданской войны в СССР» Т. 2, опубликованный в 1942 году. |
| Премии первой степени                                          | 1                              | П. Н. Поспелов                      | Газета «Правда»                                                            | За научный труд «История гражданской войны в СССР» Т. 2, опубликованный в 1942 году. |
| Премии первой степени                                          | 1                              | Е. М. Ярославский                   | АН СССР                                                                    | За научный труд «История гражданской войны в СССР» Т. 2, опубликованный в 1942 году. |
| Премии первой степени                                          | 1                              | Э. Б. Генкина                       | МГУ имени М. В. Ломоносова                                                 | За научный труд «История гражданской войны в СССР» Т. 2, опубликованный в 1942 году. |
| Премии первой степени                                          | 1                              | Е. Н. Городецкий                    | МГУ имени М. В. Ломоносова                                                 | За научный труд «История гражданской войны в СССР» Т. 2, опубликованный в 1942 году. |
| Премии первой степени                                          | 1                              | И. М. Разгон                        | МГУ имени М. В. Ломоносова                                                 | За научный труд «История гражданской войны в СССР» Т. 2, опубликованный в 1942 году. |
| Премии первой степени                                          | 1                              | И. П. Товстуха (посмертно)          | МГУ имени М. В. Ломоносова                                                 | За научный труд «История гражданской войны в СССР» Т. 2, опубликованный в 1942 году. |
| Премии первой степени                                          | 2                              | Тарле, Евгений Викторович           | АН СССР                                                                    | За научный труд «Крымская война», опубликованный в 1942 году. |
| Премии второй степени                                          | 1                              | Смирнов, Павел Петрович             | МГИАИ                                                                      | За научный труд «Посадские люди и их классовая борьба до середины XVII в.», законченный в 1942 году. |
| Премии второй степени                                          | 2                              | Яковлев, Алексей Иванович           | АН СССР, МГУ имени М. В. Ломоносова                                        | За научный труд «Холопство и холопы в Московском государстве в XVII в.», законченный в 1942 году. |
| 10. Философские науки                                          |                                |                                     |                                                                            | |
| Премия первой степени                                          | 1                              | Г. Ф. Александров                   | ЦК ВКП(б)                                                                  | За научный труд «История философии», в трех томах, опубликованный: том I — в 1940 году, том II — в 1941 году, том III — в 1942 году. |
| Премия первой степени                                          | 1                              | Б. Э. Быховский                     | ИФАН                                                                       | За научный труд «История философии», в трех томах, опубликованный: том I — в 1940 году, том II — в 1941 году, том III — в 1942 году. |
| Премия первой степени                                          | 1                              | М. Б. Митин                         | АН СССР                                                                    | За научный труд «История философии», в трех томах, опубликованный: том I — в 1940 году, том II — в 1941 году, том III — в 1942 году. |
| Премия первой степени                                          | 1                              | П. Ф. Юдин                          | АН СССР, ИФАН                                                              | За научный труд «История философии», в трех томах, опубликованный: том I — в 1940 году, том II — в 1941 году, том III — в 1942 году. |
| Премия первой степени                                          | 1                              | О. В. Трахтенберг                   | МГУ имени М. В. Ломоносова                                                 | За научный труд «История философии», в трех томах, опубликованный: том I — в 1940 году, том II — в 1941 году, том III — в 1942 году. |
| Премия первой степени                                          | 1                              | В. Ф. Асмус                         | МГУ имени М. В. Ломоносова                                                 | За научный труд «История философии», в трех томах, опубликованный: том I — в 1940 году, том II — в 1941 году, том III — в 1942 году. |
| Премия первой степени                                          | 1                              | М. А. Дынник                        |                                                                            | За научный труд «История философии», в трех томах, опубликованный: том I — в 1940 году, том II — в 1941 году, том III — в 1942 году. |
| Премия первой степени                                          | 1                              | М. М. Григорьян                     | ИФАН                                                                       | За научный труд «История философии», в трех томах, опубликованный: том I — в 1940 году, том II — в 1941 году, том III — в 1942 году. |
| 11. За многолетние выдающиеся работы в области науки и техники |                                |                                     |                                                                            | |
| Премии первой степени                                          | 1                              | Авербах, Михаил Иосифович           | Авербах, Михаил Иосифович                                                  | АН СССР, 2 ММИ имени И. В. Сталина |
| Премии первой степени                                          | 2                              | Байков, Александр Александрович     | Байков, Александр Александрович                                            | АН СССР, ЛПИ имени М. И. Калинина |
| Премии первой степени                                          | 3                              | Веденеев, Борис Евгеньевич          | Веденеев, Борис Евгеньевич                                                 | АН СССР, Народный комиссариат электростанций СССР |
| Премии первой степени                                          | 4                              | Вернадский, Владимир Иванович       | Вернадский, Владимир Иванович                                              | АН СССР |
| Премии первой степени                                          | 5                              | Джанашиа, Симон Николаевич          | Джанашиа, Симон Николаевич                                                 | АН Грузинской ССР |
| Премии первой степени                                          | 6                              | Греков, Борис Дмитриевич            | Греков, Борис Дмитриевич                                                   | АН СССР, ЛГУ |
| Премии первой степени                                          | 7                              | Мещанинов, Иван Иванович            | Мещанинов, Иван Иванович                                                   | АН СССР, Институт языка и мышления, ЛГУ |
| Премии первой степени                                          | 8                              | Миткевич, Владимир Фёдорович        | Миткевич, Владимир Фёдорович                                               | АН СССР, ЛПИ имени М. И. Калинина |
| Премии первой степени                                          | 9                              | Намёткин, Сергей Семёнович          | Намёткин, Сергей Семёнович                                                 | АН СССР, Институт горючих ископаемых АН СССР |
| Премии первой степени                                          | 10                             | Порай-Кошиц, Александр Евгеньевич   | Порай-Кошиц, Александр Евгеньевич                                          | АН СССР, ЛХТИ имени Ленсовета |
| Премии первой степени                                          | 11                             | Чижевский, Николай Прокопьевич      | Чижевский, Николай Прокопьевич                                             | АН СССР |
| Премии первой степени                                          | 12                             | Шенфер, Клавдий Ипполитович         | Шенфер, Клавдий Ипполитович                                                | АН СССР |
| Премии второй степени                                          | 1                              | Арбузов, Александр Ерминингельдович | Арбузов, Александр Ерминингельдович                                        | АН СССР, КГУ имени В. И. Ульянова (Ленина) |
| Премии второй степени                                          | 2                              | Борисяк, Алексей Алексеевич         | Борисяк, Алексей Алексеевич                                                | АН СССР, Палеонтологический институт АН СССР |
| Премии второй степени                                          | 3                              | Бухгольц, Николай Николаевич        | Бухгольц, Николай Николаевич                                               | МГУ им. М. В. Ломоносова, ВВА имени Н. Е. Жуковского |
| Премии второй степени                                          | 4                              | Васильев, Михаил Фёдорович          | Васильев, Михаил Фёдорович                                                 | Артиллерийская академия имени Ф. Э. Дзержинского |
| Премии второй степени                                          | 5                              | Веденисов, Борис Николаевич         | Веденисов, Борис Николаевич                                                | Московский институт железнодорожного транспорта |
| Премии второй степени                                          | 6                              | Ветчинкин, Владимир Петрович        | Ветчинкин, Владимир Петрович                                               | ЦАГИ имени Н. Е. Жуковского |
| Премии второй степени                                          | 7                              | Гамалея, Николай Фёдорович          | Гамалея, Николай Фёдорович                                                 | Почетный член АН СССР, Институт эпидемиологии и микробиологии АМН СССР |
| Премии второй степени                                          | 8                              | Глазунов, Александр Александрович   | Глазунов, Александр Александрович                                          | Московский энергетический институт |
| Премии второй степени                                          | 9                              | Головин, Аким Филиппович            | Головин, Аким Филиппович                                                   | Уральский индустриальный институт |
| Премии второй степени                                          | 10                             | Гудцов, Николай Тимофеевич          | Гудцов, Николай Тимофеевич                                                 | АН СССР |
| Премии второй степени                                          | 11                             | Давиденков, Николай Николаевич      | Давиденков, Николай Николаевич                                             | АН УССР |
| Премии второй степени                                          | 12                             | Журавченко, Александр Николаевич    | Журавченко, Александр Николаевич                                           | ЦАГИ имени Н. Е. Жуковского |
| Премии второй степени                                          | 13                             | Заварицкий, Александр Николаевич    | Заварицкий, Александр Николаевич                                           | МГУ имени М. В. Ломоносова |
| Премии второй степени                                          | 14                             | Каган, Вениамин Фёдорович           | Каган, Вениамин Фёдорович                                                  | АН СССР |
| Премии второй степени                                          | 15                             | Карнаухов, Михаил Михайлович        | Карнаухов, Михаил Михайлович                                               | АН СССР, ЛПИ имени М. И. Калинина |
| Премии второй степени                                          | 16                             | Константинов, Пётр Никифорович      | Константинов, Пётр Никифорович                                             | ВАСХНИЛ, МСХА имени К. А. Тимирязева |
| Премии второй степени                                          | 17                             | Котельников, Александр Петрович     | Котельников, Александр Петрович                                            | Московский механико-машиностроительный институт имени Н. Э. Баумана |
| Премии второй степени                                          | 18                             | Куколевский, Иван Иванович          | Куколевский, Иван Иванович                                                 | Московский механико-машиностроительный институт имени Н. Э. Баумана |
| Премии второй степени                                          | 19                             | Кузьмин, Георгий Иванович           | Кузьмин, Георгий Иванович                                                  | |
| Премии второй степени                                          | 20                             | Лискун, Ефим Федотович              | Лискун, Ефим Федотович                                                     | ВАСХНИЛ, МСХА имени К. А. Тимирязева |
| Премии второй степени                                          | 21                             | Мечников, Валерьян Валерьянович     | Мечников, Валерьян Валерьянович                                            | Артиллерийская академия имени Ф. Э. Дзержинского |
| Премии второй степени                                          | 22                             | Нейман, Исаак Шебетьевич            | Нейман, Исаак Шебетьевич                                                   | Центральный институт авиационного моторостроения |
| Премии второй степени                                          | 23                             | Образцов, Владимир Николаевич       | Образцов, Владимир Николаевич                                              | АН СССР, Московский институт инженеров железнодорожного транспорта |
| Премии второй степени                                          | 24                             | Передерий, Григорий Петрович        | Передерий, Григорий Петрович                                               | Ленинградский институт инженеров железнодорожного транспорта |
| Премии второй степени                                          | 25                             | Проскура, Георгий Фёдорович         | Проскура, Георгий Фёдорович                                                | АН УССР |
| Премии второй степени                                          | 26                             | Сабинин, Григорий Харлампиевич      | Сабинин, Григорий Харлампиевич                                             | ЦАГИ имени Н. Е. Жуковского |
| Премии второй степени                                          | 27                             | Саверин, Михаил Алексеевич          | Саверин, Михаил Алексеевич                                                 | Московский механико-машиностроительный институт имени Н. Э. Баумана |
| Премии второй степени                                          | 28                             | Сокович, Владимир Александрович     | Сокович, Владимир Александрович                                            | Московский институт инженеров железнодорожного транспорта |
| Премии второй степени                                          | 29                             | Сыромятников, Сергей Петрович       | Сыромятников, Сергей Петрович                                              | АН СССР |
| Премии второй степени                                          | 30                             | Терпигорев, Александр Митрофанович  | Терпигорев, Александр Митрофанович                                         | АН СССР, Московский горный институт |
| Премии второй степени                                          | 31                             | Топчибашев, Мустафа Агабек оглы     | Топчибашев, Мустафа Агабек оглы                                            | Азербайджанский медицинский институт |
| Премии второй степени                                          | 32                             | Чудаков, Евгений Алексеевич         | Чудаков, Евгений Алексеевич                                                | АН СССР |
| Премии второй степени                                          | 33                             | Шелест, Алексей Нестерович          | Шелест, Алексей Нестерович                                                 | Московский механико-машиностроительный институт имени Н. Э. Баумана |
| Премии второй степени                                          | 34                             | Яковлев, Виктор Васильевич          | Яковлев, Виктор Васильевич                                                 | Военно-инженерная академия имени В. В. Куйбышева |
| Премии второй степени                                          | 35                             | Якушкин, Иван Вячеславович          | Якушкин, Иван Вячеславович                                                 | ВАСХНИЛ, МСХА имени К. А. Тимирязева |